# Nazionale maschile di pallavolo del Giappone
La nazionale maschile di pallavolo del Giappone è una squadra asiatica e oceaniana composta dai migliori giocatori di pallavolo del Giappone ed è posta sotto l'egida della Federazione pallavolistica del Giappone.

## Rosa
Segue la rosa dei giocatori convocati per i Giochi della XXXIII Olimpiade.
| N° | Nome              | Ruolo | Data di nascita   | Squadra            |
| -- | ----------------- | ----- | ----------------- | ------------------ |
| 1  | Yūji Nishida      | O     | 30 gennaio 2000   | Panasonic Panthers |
| 2  | Taishi Onodera    | C     | 27 febbraio 1996  | Suntory Sunbirds   |
| 3  | Akihiro Fukatsu   | P     | 23 luglio 1987    | Tokyo Great Bears  |
| 4  | Kento Miyaura     | O     | 22 febbraio 1999  | Paris              |
| 5  | Tatsunori Ōtsuka  | S     | 5 novembre 2000   | Panasonic Panthers |
| 6  | Akihiro Yamauchi  | C     | 30 novembre 1993  | Panasonic Panthers |
| 8  | Masahiro Sekita   | P     | 20 novembre 1993  | JTEKT Stings       |
| 10 | Kentarō Takahashi | C     | 8 febbraio 1995   | Toray Arrows       |
| 11 | Shoma Tomita      | S     | 20 giugno 1997    | Toray Arrows       |
| 12 | Ran Takahashi     | S     | 2 settembre 2001  | Milano             |
| 14 | Yūki Ishikawa     | S     | 11 dicembre 1995  | Powervolley Milano |
| 15 | Masato Kai        | S     | 25 settembre 2003 | Paris              |
| 20 | Tomohiro Yamamoto | L     | 5 novembre 1994   | Panasonic Panthers |

## Risultati

### Competizioni FIVB
| 1964 | 3º posto        | Convocazioni |
| 1968 | 2º posto        | Convocazioni |
| 1972 | 1º posto        | Convocazioni |
| 1976 | 4º posto        | Convocazioni |
| 1980 | non qualificata | -            |
| 1984 | 7º posto        | Convocazioni |
| 1988 | 10º posto       | Convocazioni |
| 1992 | 6º posto        | Convocazioni |
| 1996 | non qualificata | -            |
| 2000 | non qualificata | -            |
| 2004 | non qualificata | -            |
| 2008 | 11º posto       | Convocazioni |
| 2012 | non qualificata | -            |
| 2016 | non qualificata | -            |
| 2020 | 7º posto        | Convocazioni |
| 2020 | 7º posto        | Convocazioni |

| 1949 | non qualificata | -            |
| 1952 | non qualificata | -            |
| 1956 | non qualificata | -            |
| 1960 | 8º posto        | Convocazioni |
| 1962 | 5º posto        | Convocazioni |
| 1966 | 5º posto        | Convocazioni |
| 1970 | 3º posto        | Convocazioni |
| 1974 | 3º posto        | Convocazioni |
| 1978 | 11º posto       | Convocazioni |
| 1982 | 4º posto        | Convocazioni |
| 1986 | 10º posto       | Convocazioni |
| 1990 | 11º posto       | Convocazioni |
| 1994 | 9º posto        | Convocazioni |
| 1998 | 15º posto       | Convocazioni |
| 2002 | 9º posto        | Convocazioni |
| 2006 | 8º posto        | Convocazioni |
| 2010 | 13º posto       | Convocazioni |
| 2014 | non qualificata | -            |
| 2018 | 17º posto       | Convocazioni |
| 2022 | 12º posto       | Convocazioni |

| 2018 | 12º posto | Convocazioni |
| 2019 | 10º posto | Convocazioni |
| 2021 | 11º posto | Convocazioni |
| 2022 | 5º posto  | Convocazioni |
| 2023 | 3º posto  | Convocazioni |
| 2024 | 2º posto  | Convocazioni |
| 2025 | 6º posto  | Convocazioni |

| 1965 | 4º posto  | Convocazioni |
| 1969 | 2º posto  | Convocazioni |
| 1977 | 2º posto  | Convocazioni |
| 1981 | 6º posto  | Convocazioni |
| 1985 | 6º posto  | Convocazioni |
| 1989 | 6º posto  | Convocazioni |
| 1991 | 4º posto  | Convocazioni |
| 1995 | 5º posto  | Convocazioni |
| 1999 | 10º posto | Convocazioni |
| 2003 | 9º posto  | Convocazioni |
| 2007 | 9º posto  | Convocazioni |
| 2011 | 10º posto | Convocazioni |
| 2015 | 6º posto  | Convocazioni |
| 2019 | 4º posto  | Convocazioni |
| 2023 | 2º posto  | Convocazioni |

### Competizioni AVC
| 1975 | 1º posto | Convocazioni |
| 1979 | 3º posto | Convocazioni |
| 1983 | 1º posto | Convocazioni |
| 1987 | 1º posto | Convocazioni |
| 1989 | 2º posto | Convocazioni |
| 1991 | 1º posto | Convocazioni |
| 1993 | 3º posto | Convocazioni |
| 1995 | 1º posto | Convocazioni |
| 1997 | 2º posto | Convocazioni |
| 1999 | 4º posto | Convocazioni |
| 2001 | 3º posto | Convocazioni |
| 2003 | 7º posto | Convocazioni |
| 2005 | 1º posto | Convocazioni |
| 2007 | 2º posto | Convocazioni |
| 2009 | 1º posto | Convocazioni |
| 2011 | 5º posto | Convocazioni |
| 2013 | 4º posto | Convocazioni |
| 2015 | 1º posto | Convocazioni |
| 2017 | 1º posto | Convocazioni |
| 2019 | 3º posto | Convocazioni |
| 2021 | 2º posto | Convocazioni |
| 2023 | 1º posto | Convocazioni |

| 2008 | 4º posto | Convocazioni |
| 2010 | 8º posto | Convocazioni |
| 2012 | 3º posto | Convocazioni |
| 2014 | 6º posto | Convocazioni |
| 2016 | 3º posto | Convocazioni |
| 2018 | 3º posto | Convocazioni |
| 2022 | 2º posto | Convocazioni |

### Competizioni estinte
| 1990 | 5º posto        | Convocazioni |
| 1991 | 7º posto        | Convocazioni |
| 1992 | 10º posto       | Convocazioni |
| 1993 | 5º posto        | Convocazioni |
| 1994 | 7º posto        | Convocazioni |
| 1995 | 8º posto        | Convocazioni |
| 1996 | 9º posto        | Convocazioni |
| 1997 | 12º posto       | Convocazioni |
| 1998 | non qualificata | -            |
| 1999 | non qualificata | -            |
| 2000 | non qualificata | -            |
| 2001 | 9º posto        | Convocazioni |
| 2002 | 13º posto       | Convocazioni |
| 2003 | 13º posto       | Convocazioni |
| 2004 | 10º posto       | Convocazioni |
| 2005 | 10º posto       | Convocazioni |
| 2006 | 13º posto       | Convocazioni |
| 2007 | 13º posto       | Convocazioni |
| 2008 | 6º posto        | Convocazioni |
| 2009 | 15º posto       | Convocazioni |
| 2010 | non qualificata | -            |
| 2011 | 15º posto       | Convocazioni |
| 2012 | 15º posto       | Convocazioni |
| 2013 | 18º posto       | Convocazioni |
| 2014 | 19º posto       | Convocazioni |
| 2015 | 13º posto       | Convocazioni |
| 2016 | 24º posto       | Convocazioni |
| 2017 | 14º posto       | Convocazioni |

| 1993 | 4º posto | Convocazioni |
| 1997 | 5º posto | Convocazioni |
| 2001 | 5º posto | Convocazioni |
| 2005 | 4º posto | Convocazioni |
| 2009 | 3º posto | Convocazioni |
| 2013 | 6º posto | Convocazioni |
| 2017 | 6º posto | Convocazioni |

| 1988 | 4º posto | Convocazioni |
| 1990 | 4º posto | Convocazioni |
| 1992 | 2º posto | Convocazioni |
| 1994 | 3º posto | Convocazioni |

| 1996 | 6º posto | Convocazioni |

| 1913 | non qualificata | -            |
| 1915 | non qualificata | -            |
| 1917 | 3º posto        | Convocazioni |
| 1919 | non qualificata | -            |
| 1921 | 3º posto        | Convocazioni |
| 1923 | 3º posto        | Convocazioni |
| 1925 | 3º posto        | Convocazioni |
| 1927 | 3º posto        | Convocazioni |
| 1930 | 3º posto        | Convocazioni |
| 1934 | 3º posto        | Convocazioni |

| 1986 | 3º posto        | Convocazioni |
| 1990 | non qualificata | -            |